# Stridsvagn m/41
A Stridsvagn m/41 vagy Strv m/41 egy svéd közepes harckocsi volt, amit a csehszlovák LT vz. 38 harckocsi alapján gyártottak.

## Története
1937-től a svéd hadsereg érdeklődött a csehszlovák TNH harckocsi iránt. 1940 márciusában 90 darabot rendeltek a ČKD-től. Ezeket sohase szállították le, mivel a németek a keleti frontra szállították őket. A német hatóságokkal folytatott tárgyalások után a Scania-Vabis engedélyt kapott, hogy a lefoglalt TNH harckocsik alapján saját típust építsenek.

## Gyártás
1941 júniusában 116 Stridsvagn m/41-et rendeltek meg. 
Az Strv m/41 szegecselt szerkezetű volt, ami megkönnyítette  gyártását. Az Strv m/38-hoz és az Strv m/40-hez hasonlóan ez a harckocsi is 37 mm-es Bofors m/38-as ágyúval volt felszerelve, és ugyanazzal a motorral rendelkezett, mint az Strv m/40L.

## Változatok
Stridsvagn m/41 SII – Ez gyakorlatilag azonos volt elődjével, de páncélzatát jelentősen, maximum 50 mm-re vastagították, viszont a 0,5 tonnás tömeg-növekedés ellensúlyozására egy Scania-Vabis L 603-as motort építettek be, amely a korábbi 142 lóerő helyett 160 lóerőre volt képes, ugyanakkor a nagyobb motor miatt 65 mm-rel meg kellett hosszabbítani a páncéltestet (bár emiatt növelhették az üzemanyagtartály kapacitását is). Az Strv m/41 SII-esek könnyen megkülönböztethetők voltak az alapváltozattól, mert a második és harmadik futógörgő közötti távolság nőtt.

### Az alvázon alapuló egyéb tervezetek
Stormartillerivagn m/43 – Eredetileg egy 75 mm-es, később egy 105 mm-es (m/44 Bofors) löveget hordozó rohamlöveg.
Pansarbandvagn 301 – Az 1950-es években leselejtezett Strv m/41-esek alvázára épített lánctalpas csapatszállító.